# Разпадане на Югославия
Разпадането на Югославия възниква в резултат от поредица политически катаклизми и конфликти в началото на 1990-те години. След период на политическа и икономическа криза през 1980-те години, съставните републики на Социалистическа федеративна република Югославия се разделят, но неразрешените проблеми довеждат до тежките етнически Югославски войни. Войните засягат главно Босна и Херцеговина, части от Хърватия, а по-късно и Косово.
След победата на Съюзниците през Втората световна война, Югославия е образувана като федерация от шест републики, чиито граници са на етническа и историческа основа: Босна и Херцеговина, Хърватия, Македония, Черна гора, Сърбия и Словения. Освен тях са установени и две автономни области: Войводина и Косово. Всяка от републиките има свое собствено крило в Съюза на комунистите на Югославия и управляващ елит, като етническото напрежение се регулира на федерално ниво. Югославският модел на държавна организация, както и средният път между плановата и либералната икономика постигат относителен успех и държавата претърпява период на силен икономически растеж и относителна политическа стабилност до 1980-те години под ръководството на Йосип Броз Тито. След смъртта му през 1980 г., отслабната система на федералното правителство се оказва неспособна да се справи с нарастващите икономическите и политически предизвикателства.
През 1980-те години косовските албанци започват да искат автономната им област да бъде превърната в съставна република и разпалват протести в Прищина през 1981 г. Етническото напрежение между албанците и косовските сърби не спада през цялото десетилетия, което води до покачване на противопоставянето на сърбите срещу по-голямата автономия на областите и до неефективна консенсусна система на федерално ниво, която се счита за препятствие за сръбските интереси. През 1987 г. Слободан Милошевич идва на власт в Сърбия и чрез поредица популистки маневри на практика поема контрол над Косово, Войводина и Черна гора, натрупвайки високо ниво на подкрепа сред сърбите, поради политиката му на централизация. Милошевич е посрещнат с опозиция от партийните водачи на западните републики Словения и Хърватия, които се застъпват за по-голяма демокрация на страната, докато Източна Европа е обхваната от революции през 1989 г. Съюзът на комунистите на Югославия се разпуска през януари 1990 г., като с него изчезват и федералните линии. Републиканските комунистически организации стават отделни социалистически партии.
През 1990 г. социалистите (бившите комунисти) губят властта си в полза на етническите сепаратистки партии в хода на първите многопартийни избори в страната, освен в Сърбия и Черна гора, където Милошевич и съюзниците му печелят. Националистическата реторика от всички страни става все по-гореща. Между юни 1991 г. и април 1992 г. четири републики обявяват независимост (само Сърбия и Черна гора остават във федерация), но статутът на етническите сърби извън Сърбия и Черна гора и този на етнически хървати извън Хърватия остава неразрешен. След поредица от междуетнически инциденти, избухват Югославските войни, първо в Хърватия, а след това в Босна и Херцеговина, където сраженията са най-тежки. Войните оставят след себе си тежки икономически и политически щети в региона.

## Контекст
Югославия заема значителна част на Балканския полуостров, включително ивица земя на източния бряг на Адриатическо море, разпростираща се на юг от Триесткия залив в Централна Европа до устието на река Бояна и езерото Преспанското езеро и на изток до Железни врата на Дунав и Миджур в Стара планина. Следователно, площта на държавата обхваща голяма част от Югоизточна Европа, която е регион с дълга история на етнически конфликти.
Важни елементи, които насърчават раздора, включват съвременни и исторически фактори, като например образуването на Кралство Югославия, първият разкол и последвалите междуетнически и политически войни, геноцидът през Втората световна война, идеите за Велика Сърбия, Велика Хърватия и Велика Албания, противоречащите възгледи относно панславизма и едностранното признаване от новообразувана Германия на отцепилите се републики.
Преди избухването на Втората световна война възниква голямо напрежение в мултиетническия състав на монархистка Югославия. Основите на напрежението са различните концепции на новата държава. Хърватите и словенците се представят федерален модел, при който да могат да се радват на по-голяма автономия, отколкото под управлението на бивша Австро-Унгария. Под австроунгарско управление те имат автономия със свобода за образованието, закона, религията и 45% от данъците. Сърбите гледат на тези територии като на справедлива награда за поддръжката си на Съюзниците през Първата световна война и като на продължение на Кралство Сърбия.
Напрежението между сърби и хървати често ескалира в отворен конфликт, с преобладаваната от сърбите структура за сигурност, която упражнява потисничество по време на изборите и убийството в националния парламент на хърватски политически лидери, като например Степан Радич, който се противопоставя на абсолютизма на сръбския монарх. Политическите убийства и нарушенията на човешките права стават обект на тревога за френската Лига за правата на човека и довеждат до негодуванието на интелектуалци, сред които и Алберт Айнщайн. Именно в тази среда да на потисничество се образуват радикалната групировка (по-късно и фашистка диктатура) Усташи.
През Втората световна война от напрежението в страната се възползват силите на Оста, които установяват хърватска марионетна държава в границите на днешна Хъравия и Босна и Херцеговина. Силите на Оста поставят Усташи начело на Независимата хърватска държава. Усташи решават, че сръбското малцинство са „пета колона“ на сръбския експанзионизъм и започват политика на преследване на сърбите. Според политиката, една трета от сърбите трябва да бъдат убити, една трета изгонени и една трета асимилирани с хърватите чрез приемане на католицизма. По подобен начин Четниците започват своя собствена кампания по преследване на не-сърби в части на Босна и Херцеговина, Хърватия и Санджак, следвайки плана на Стеван Молевич и заповедите на Дража Михайлович, които включват „прочистването на всички национални разбирания и борби“.
Както хървати, така и мюсюлмани се вербуват като войници на SS (основно в състава на 13-а 13-а СС планинска дивизия Ханджар). В същото време, бившият роялист и генерал Милан Недич е поставен от силите на Оста като началник на марионетната сръбска държава, а местни сърби се вербуват в Гестапо и Сръбския доброволчески корпус, който е свързан с немските Вафен-СС. И двата колаборационистки режима се изправят срещу и накрая победени от комунистическото партизанско движение, съставено от членове на всички етнически групи в областта, с което се поставят основите на Социалистическа федеративна република Югославия.
Официалната югославска оценка след войната на броя жертви в страната възлиза на 1 704 000 души. По-нататъшният преглед на наличните данни през 1980-те години покачва, че общият брой жертви на войната е около 1 милион. От тях, около 330 – 390 хиляди сърби загиват по различни начини в Хърватия и Босна. Установени са и 192 – 207 хил. мъртви хървати и 86 – 103 хил. мъртви мюсюлмани из цяла Югославия.
Преди разпадането си, Югославия е регионална промишлена сила и икономически успешна. От 1960 до 1980 г. ръстът на брутния вътрешен продукт е средно 6,1%, здравеопазването е безплатно, грамотността е 91%, а средната продължителност на живота е 72 години. До 1991 г. въоръжените сили на Югославия са сред най-добре оборудваните в Европа.
Югославия е уникална държава по това, че е разкрачена между Изтока и Запада. Поради тази причина, Югославия играе ролята на буферна държава между Запада и Съветския съюз и също възпира съветите от вземане на опорна точка в Средиземноморието.
Властта на централното правителство започва да намалява вследствие на нарастващите националистически недоволства и желанието на комунистическата партия да подкрепя „националното самоопределение“. Това води до превръщането на Косово в автономна област на Сърбия, което е узаконено от конституцията от 1974 г. Тази конституция раздробява властта между столицата и автономните области Косово (област с преимуществено албанско население) и Войводина (с голям брой различни малцинства).
Въпреки федералната структура на Югославия, между федералистите все още съществува напрежение, главно от хървати и словенци, искащи по-голяма автономия, срещу сърбите, желаещи по-централизирано управление. Борбата се проявява под формата на периодични протести за повече индивидуални и национални права (Хърватска пролет), следвани от репресии. Конституцията от 1974 г. представлява опит да се гарантира федералния модел като се формализиран националните права.
Отслабеният контрол на практика превръща Югославия в конфедерация, която също оказва натиск върху легитимността на режима във федерация. След края на 1970-те години, разширяващата се дупка на икономическите ресурси между развитите и недоразвитите региони на Югославия сериозно влошава единността на федерация. Най-развитите републики, Хърватия и Словения, отхвърлят опитите да се ограничи автономията им. Общественото мнение в Словения през 1987 г. е, че независимостта от Югославия би донесла по-добри икономически възможности. Има и места, които не виждат никаква икономическа полза от това, че са в Югославия. Например, автономната област Косово е слабо развита, където БВП на глава от населението пада от 47% от средното за Югославия след Втората световна война до 27% към 1980-те години. Това подчертава огромните разлики в качеството на живота на различните републики.
Икономическият растеж е ограничен, поради западните търговски бариери и петролната криза от 1973 година. Впоследствие Югославия изпада в тежък дълг към Международния валутен фонд, поради големия брой заеми, взети от режима. Като условие за отдаване на още заеми, МВФ изисква либерализация на пазара на Югославия. Към 1981 г. Югославия има 19,9 милиарда долара външен дълг. Друг нарастващ проблем е безработицата, която достига 1 милион души към 1980 г. Този проблем се усложнява от общата „непродуктивност на Юга“, която не само допринася за допълнителните неволи на Югославия, но също ядосва Словения и Хърватия.

## Причини

### Структурни проблеми
Югославия е конгломерат от осем федеративни единици, грубо следващи етнически граници: 6 републики и 2 автономни области (в състава на Сърбия). С конституцията от 1974 г. институцията на президента на Югославия е заменена от Председателство на СФРЮ – 8-членен колектив, съставен от представители на шестте републики и на двете автономни области. Тази конституция значително ограничава влиянието на централното сръбско правителство над областите ѝ, с което те печелят дълго търсената си автономия. Правителството на Сърбия вече не може да взима и изпълнява решения, които засягат областите. Тези области имат право на глас в Президиума, който не винаги е в полза на Сърбия. В Сърбия се поражда голямо недоволство срещу развоя на събитията, които националистическите елементи разглеждат като „разделяне на Сърбия“. Конституцията от 1974 г. не само изостря сръбските страхове от „слаба Сърбия за силна Югославия“, но удря в сърцето и сръбското национално чувство. Голяма част от сърбите гледат на Косово като люлката на нацията и не искат да допусна възможността да го загубят в полза албанското мнозинство там.
В усилията си да осигури си наследство, конституцията на Тито от 1974 г. установява система на едногодишно председателство на ротационен принцип сред осемте федеративни единици. Смъртта на Тито показва, че този кратък срок е крайно неефективен. В основата си, това създава вакуум във властта през по-голямата част от 1980-те години.

### Смъртта на Тито е отслабване на комунизма
На 4 май 1980 г. е обявена смъртта на Тито. С неговата смърт изчезва това, което много международни политици определят като основната обединяваща сила на страната. Скоро след това етническото напрежение в Югославия започва да расте. Кризата, която се поражда в Югославия, е свързана с отслабването на комунистическите режими в Източна Европа към края на Студената война. В Югославия, националната комунистическа партия, Съюзът на комунистите на Югославия, вече е изгубила идеологическата си мощ. През 1986 г. Сръбската академия на науките и изкуствата допринася значително за пораждането на националистически чувства, когато изготвя полемичния меморандум на САНУ, който протестира срещу отслабването на централното правителство на Сърбия.
Проблемите в сръбската автономна област Косово между етническите сърби и албанци нарастват с голяма скорост. Това, в комбинация с икономическите проблеми в Косово и Сърбия, води до дори по-голямо недоволство сред сърбите срещу конституцията от 1974 г. Косовските албанци започват да изискват Косово да получи статут на съставна република в началото на 1980-те години, особено чрез протестите в Прищина през 1981 г. Сръбското общество разглежда това събитие като жесток удар по сръбската гордост, поради историческите връзки, които Сърбия има с Косово. Отцепване на областта би било ужасяващо за косовските сърби. Впоследствие това довежда до потискането на албанското мнозинство в Косово.
Междувременно, по-проспериращи републики Словения и Хърватия желаят да преминат към децентрализация и демокрация. Според някои историци, етносът не е причина за конфликтите в Югославия, особено в случая на сърби и хървати, а икономическите обстоятелства са главен мотивиращ фактор.

### Икономически срив и международен климат
Като президент, политиката на Тито е да набляга върху бързия икономически растеж. Растежът наистина е голям през 1970-те години. Обаче, прекомерното разширение на икономиката довежда до инфлация и вкарва Югославия в икономическа рецесия. Голям проблем в Югославия са големите дългове, в които изпада страната през 1970-те години и се оказват трудни за изплащане през 1980-те години. Товарът от дългове на Югославия, първоначално оценен на 6 милиарда щатски долара, всъщност се оказва равностоен на 21 милиарда щатски долара, което е колосална сума за бедна страна. През 1984 г. администрацията на Роналд Рейгън издава класифициран документ, изразяващ загриженост, че дълговете на Югославия могат да накарат страната да се съюзи със Съветския съюз. 1980-те години са време на икономическа стриктност, тъй като Международният валутен фонд налага строги условия на Югославия, което предизвика голямо недоволство срещу комунистическия елит, който управлява икономиката лошо като безразсъдно заема пари от чужбина. Политиката на стриктност води и до разкриването на мащабна корупция сред елита, особено със скандала на Агрокомерц през 1987 г., когато босненската компания се оказва център на голяма корупционна пирамида, разпростираща се из цяла Югославия. Повсеместната корупция в Югославия, за която аферата Агрокомерц е само най-видният пример, допринася много за дискредитиране на комунистическата система, особено след като се разкрива, че елитът живее луксозен живот с откраднати пари от обществото по време на икономически проблеми. Породените проблеми от утежнялата задлъжнялост и корупцията към средата на 1980-те години все повече разяждат законността на комунистическата система, а хората започват да губят вяра в компетентността и честността на държавния елит.
Вълна от големи стачки се разразява през 1987 – 1988 г., когато работниците започват да изискват по-високо заплащане за компенсация на инфлацията, а МВФ нарежда преустановяването на различни субсидии. Стачките са придружени от изобличавания, че цялата система е корумпирана. Накрая строгите политики извеждат на преден план напрежението между проспериращите републики като Словения и Хърватия и по-бедните републики като Сърбия. Както Словения, така и Хърватия смятат, че плащат твърде много пари за федерален бюджет за да издържат републиките в недоимък, докато Сърбия изисква от Словения и Хърватия да плащат повече за федерален бюджет за да ги поддържат във времена на строги ограничения. В същото време, в Сърбия част от обществото започва да иска все по-голяма централизация, за да се накарат Словения и Хърватия да плащат своя дял – искания, които са напълно отхвърлени в тези две републики.
Успокояването на напрежението в Съветския съюз, след идването на власт на Михаил Горбачов през 1985 г., означава, че западните страни вече няма нужда да бъдат твърде толерантни към дълговете на Югославия, тъй като примерът за комунистическа страна извън съветския блок вече не е нужен на Запада като начин за дестабилизиране на Съветския съюз. Външното статукво, на което комунистическата партия разчита, започва да изчезва. Освен това, провалът на комунизма в Централна и Източна Европа още веднъж избутва на повърхността вътрешните противоречия на Югославия: икономическа неефективност (постоянна липса на производителност, подхранвана от решението на ръководството на страната да наложи политика на пълна заетост) и етно-религиозно напрежение. Статут на необвързана държава на Югославия води до достъп до заеми от двата блока на суперсилите. Този контакт със Запада отваря пазара на Югославия по-рано, отколкото останалите страни от Централна и Източна Европа.
Десетилетието на пестеливост води до нарастващо чувство на неудовлетвореност и недоволство както срещу сръбската управляваща класа, така и срещу малцинствата, за които се смята, че са благоприятствани от правителственото законодателство. Реалните доходи в Югославия пада с 25% между 1979 и 1985 г. Към 1988 г. емигрантските парични преводи към Югославия възлизат на 4,5 милиарда щатски долара, а към 1989 г. – 6,2 милиарда, което представлява 19% от световните емигрантски парични преводи.
През 1990 г. американската политика настоява за програма на икономическа шокова терапия, предназначена за бившите страни от СИВ. За тази програма се застъпват МВФ и други организации като „условие за пресни инжекции с капитал“.

## Възходът на национализма в Сърбия (1987 – 1989)

### Слободан Милошевич
През 1987 г. сръбският комунист Слободан Милошевич е изпратен да успокои сръбски протест на етническа основа срещу албанската администрация в Косово. До този момент Милошевич е твърд комунист, порицаващ всякаква форма на национализъм като предателство и осъждащ меморандума на САНУ като „нищо повече от най-тъмен национализъм“. Въпреки това, автономията на Косово винаги е била чувствителна политика в Сърбия и той се възползва от създалата се ситуация, скъсвайки с традиционната комунистическа неутралност по отношение на косовския въпрос.
Милошевич убеждава сърбите, че малтретирането им от етническите албанци ще бъде спряно. След това той започва кампания срещу управляващия комунистически елит в Сърбия, искайки намаляване на автономия на Косово и Войводина. Тези негови действия го правят популярен сред сърбите и му помагат да се изкачи във властта. Милошевич и съюзниците му предприемат агресивен националистически подход за възраждане на Сърбия в Югославия, обещавайки реформи и защита на всички сърби.
За разлика от Съюза на комунистите на Югославия, управляващ цяла Югославия, Съюзът на комунистите на Сърбия управлява СР Сърбия. Поел по вълната на национализма и радвайки се на популярността си сред сърбите в Косово, Слободан Милошевич (председател на Съюза на комунистите на Сърбия от май 1986 г.) става най-влиятелният политик в Сърбия, след като побеждава бившия си ментор и президент на Сърбия Иван Стамболич на 8-ата пленарна сесия на ЦК на Съюза на комунистите на Сърбия на 22 септември 1987 г. На митинг в Белград през 1988 г. Милошевич изяснява положението, пред което е изправена Сърбия в Югославия, заявявайки:
| „ | У дома и в чужбина, враговете на Сърбия се трупат срещу нас. Ние им казваме „Не се страхуваме. Ние няма да отстъпим от битка.“ | “ |

### Антибюрократска революция
Антибюрократската революция представлява поредица от протести в Сърбия и Черна гора, оркестрирани от Милошевич и имащи за цел да издигнат поддръжниците му във Войводина, Косово и Черна гора във властта, докато той търси начин да отстрани съперниците си. През октомври 1988 г. правителството на Черна гора оцеляват опит за преврат, но не и втори такъв през януари 1989 г.
Освен в самата Сърбия, Милошевич вече може да поставя свои представители от двете автономни области и от Черна гора в Президиума на Югославия. Самият инструмент, който преди е намалявал сръбското влияние, сега се използва за увеличаването му: в 8-членното председателство Милошевич може да разчита на най-малко четири гласа. В поредица от митинги поддръжниците на Милошевич успяват да свалят местното управление и да го заменят с негови съюзници.
В резултат от тези събития, през февруари 1989 г. албански миньори от рудника Трепча в Косово организират стачка, изисквайки запазване на вече застрашената автономия. Това допринася за етническия конфликт между албанци и сърби в областта. По това време албанците съставляват около 77% от населението в Косово.
През юни 1989 г., на 600-годишнината от Косовската битка, Слободан Милошевич изнася реч на Газиместан пред 200 000 сърби, като сръбската националистическа тематика нарочно засяга средновековната сръбска история. Отговорът на Милошевич срещу некомпетентността на федералната система е да централизира правителството. Имайки предвид, че Словения и Хърватия гледат напред към независимост, речта му се счита за неприемлива.

### Отзвук
Междувременно, Хърватия и Словения подкрепят албанските миньори и борбата им за признание. Медиите в Словения публикуват статии, сравняващи Милошевич с италианския фашистки диктатор Бенито Мусолини. Милошевич поддържа, че такива критики са безпочвени и допринасят за разпространяването на „страх от Сърбия“. Държавните медии на Милошевич в отговор заявяват, че Милан Кучан, ръководител на Съюза на комунистите на Словения, подкрепя косовския и словенския сепаратизъм. Първоначалните стачки в Косово прерастват в широки демонстрации с искане Косово да бъде превърнато в седма република. Това разгневява сръбската власт, която продължава да използва полиция срещу демонстрантите, а по-късно и Югославската народна армия.
През февруари 1989 г. етническият албанец Азем Власи, представителят на Косово в Президиума, е принуден да подаде оставка и е заменен от съюзник на Милошевич. Албанските протестиращи изискват Власи да се върне на служба, а подкрепата на Власи за демонстрациите допълнително карат Милошевич и поддръжниците му да отговорят, определяйки действията му като „контрареволюция срещу Сърбия и Югославия“ и искайки федералното правителство на Югославия да потуши албанските размирици. Целта на Милошевич е подпомагана, когато голям протест започва пред югославския парламент в Белград от сръбски поддръжници на Милошевич, които искат югославските военни сили да засилят присъствието си в Косово, за да защитават сърбите там и да потушават стачките.
На 27 февруари представителят на Словения в Президиума, Милан Кучан, се противопоставят на исканията на сърбите и тръгва от Белград към Словения, където присъства на събрание на демократичните опозиционни сили, публично подкрепяйки усилията на албанските протестиращи срещу оставката на Власи. По-късно Кучан споделя, че се е страхувал от успеха на Антибюрократската революция на Милошевич в сръбските автономни области и в Черна гора, тъй като неговата малка република би била следващата мишена за политически преврат от поддръжниците на Милошевич, ако превратът в Косово мине без препятствия. Телевизия Белград (сръбската държавна телевизия) обявява Кучан за сепаратист, предател и поощрител на албанския сепаратизъм.
Сръбските протести в Белград продължават с искания за действия в Косово. Милошевич инструктира комунистическия представител Петър Грачанин да се увери, че протестите продължават, докато той дискутира въпроса пред съвета на Съюза на комунистите, така че да може да убеди останалите членове да осъзнаят огромната подкрепа, която има зад себе си относно потушаването на албанските стачки в Косово. Сръбският говорител на правителството Борисав Йович, който е близък поддръжник на Милошевич, се среща с текущия председател на Председателството на СФРЮ, бошняка Раиф Диздаревич, и поисква федералното правителство да приеме сръбските искания. Диздаревич влиза в спор с Йович, заявявайки "Вие [сръбските политици] организирахте демонстрациите, вие ги контролирайте", ала Йович отказва да поеме отговорност за действията на протестиращите. След това Диздаревич решава да се опита да успокои ситуацията сам, разговаряйки с протестиращите, като изнася пламенна реч за единството на Югославия:
| „ | Нашите бащи умряха, за да създадат Югославия. Няма да тръгнем по пътя на националния конфликт. Ще поемем по пътя на братство и единство. | “ |

Това изявления получава политически похвали, но протестите продължават въпреки това. По-късно Йович разговаря с тълпите с ентусиазъм и им казва, че Милошевич ще пристигне, за да подкрепи протестите им. Когато Милошевич пристига, той разговаря с протестиращите и тържествено им казва, че народът на Сърбия печели битката си срещу старите партийни бюрократи. Тогава се чува вик от тълпата „арестувайте Власи“. Милошевич се прави, че не го е чул, но обявява, че всеки, заговорничещ срещу единството на Югославия, ще бъде арестуван и наказан. На следващия ден, с партийния съвет, подтикнат да се предаде на Сърбия, югославската армия навлиза в Косово, а Власи е арестуван.
През март 1989 г. кризата в Югославия се задълбочава след приемането на поправки по сръбската конституция, които позволяват на правителството на сръбската република да си възстанови ефективната власт над автономните области Косово и Войводина. До този момент в рамките на тези области са приети редица политически решения и те имат глас в югославското федерално председателство.
Група косовски сърби, поддръжници на Милошевич помогнали му да свали Власи, обявяват, че ще отидат в Словения, където да проведат „Митинг на истината“, който да порицае Милан Кучан като предател на Югославия и да искат свалянето му от власт. Обаче, опитът за повторно разиграване на Антибюрократската революция в Любляна през декември 1989 г. се проваля – сръбските протестиращи, които пътуват с влак към Словения, са спрени, когато Хърватия блокира транзита през територията си, съгласувано със словенските полицейски сили. В Президиума на СФРЮ, Борисав Йович от Сърбия (по това време и президент), Ненад Бучин от Черна гора, Югослав Костич от Войводина и Риза Сапунджию от Косово започват да образуват блок за гласуване.

## Последна политическа криза (1990 – 1992)

### Партийна криза
През януари 1990 г. е свикан извънреден 14-и конгрес на Съюза на комунистите на Югославия. Комбинираната югославска управляваща партия е в криза. По-голямата част от конгреса преминава в спорове между сръбските и словенските делегации относно бъдещето на Съюза на комунистите на Югославия и самата федерация. Хърватия пречи на сръбските протестиращи да достигнат Словения. Сръбската делегация, водена от Милошевич, държи на политиката на „един човек – един глас“ при партийното членство, което овластява най-голямата етническа група във федерацията – сърбите. От своя страна, хърватите и словенците искат да преустроят Югославия като делегират допълнителна власт на шестте републики, но са надвивани с гласове при всеки опит да накарат партията да приеме нова система на гласуване. В резултат на това, хърватската делегация на Ивица Рачан и словенската делегация напускат конгреса на 23 януари 1990 г., като по този начин разпускат югославската партия. В комбинация с външния натиск, това довежда до приемането на многопартийна система във всички републики.

### Многопартийни избори
Индивидуалните републики организират многопартийни избори през 1990 г., а бившите комунисти като цяло се провалят да бъдат преизбрани, докато повечето избрани правителства заемат националистически платформи, обещавайки да защитават своите отделни национални интереси. На парламентарните избори в Словения на 8 април 1990 г. националистите побеждават бившите комунистически партии. Това е последвано от Хърватия на 22 април и 2 май, от Македония на 11 и 25 ноември и от Босна и Херцеговина на 18 и 25 ноември 1990 г. На многопартийните парламентарни избори, бившите комунистически партии побеждават в Черна гора на 9 и 16 декември и в Сърбия на 9 и 23 декември 1990 г. Освен това, Сърбия отново избира Слободан Милошевич за президент. Сърбия и Черна гора все повече подкрепят Югославия, доминирана от сърбите.

### Етническо напрежение в Хърватия
В Хърватия, Хърватската демократична общност идва на власт, предвождана от противоречивия националист Франьо Туджман, под обещанието да „защитава Хърватия от Милошевич“ и публично подкрепяйки хърватския суверенитет. Хърватските сърби се опасяват от националистическото правителство на Туджман и през 1990 г. сръбски националисти в южнохърватския град Книн организират и образуват сепаратистка единица, позната като Сръбска автономна област Крайна, която иска да остане единна с останалата част от сръбското население в случай, че Хърватия реши да се отцепи. Правителството на Сърбия подкрепя въстанието на хърватските сърби, заявявайки, че за сърбите, управлението на правителството на Туджман би било равностойно на фашистката Независима хърватска държава от Втората световна война, която извършва геноцид срещу сърбите. Милошевич използва това, за да събере сърбите срещу хърватското правителство, а сръбските вестници се присъединяват към разпалването на конфликта. Сърбия отпечатва 1,8 милиарда долара нови пари, които не са обезпечени от централната банка на Югославия.
Хърватските сърби в Книн, под ръководството на местния полицейски инспектор Милан Мартич, започват да се опитват да си набавят оръжия, така че да могат да започнат успешен бунт срещу хърватското правителство. Хърватските сръбски политици, включително кметът на Книн, се срещат с Борисав Йович, който е начело на югославския Президиум през август 1990 г. и го призовават да натисне съвета, така че да предприеме действия за предотвратяване на отделянето на Хърватия от Югославия. Те твърдят, че сръбското население ще е в опасност в Хърватия под ръководството на Туджман и националистическото му правителство. По време на срещата, генерал Петър Грачанин казва на хърватските сърби как да организират въстанието си, обяснявайки им как да разположат барикади и как да се запасят с всякакви оръжия, съветвайки ги „Ако не можете да си набавите нещо друго, използвайте ловджийски пушки“. Първоначално бунтът става известен под името „Революция на дънера“, тъй като сърбите блокират пътищата към Книн с отрязани дървета и попречват на хърватите да навлязат в града или да достигнат крайбрежието на Далмация. Хърватската телевизия по това време определя „Революцията на дънера“ като работа на пияни сърби в опит да омаловажат конфликта. Обаче, блокадата се отразява зле на хърватския туризъм. Хърватското правителство отказва да преговаря със сръбските сепаратисти и решава да потуши бунта със сила, изпращайки въоръжени специални сили с хеликоптери.
Пилотите твърдят, че носят доставки за Книн, но федералните югославски военновъздушни сили се намесват и изпращат изтребители, които да ги пресрещнат. От хеликоптерите е поискано да се върнат в базата си или ще бъдат нападнати, при което хърватските сили се подчиняват и се връщат в базата си в Загреб. За правителството на Хърватия този ход на югославските военновъздушни сили означава, че югославската народна армия е под все по-голям сръбски контрол. Сръбската автономна област Крайна накрая се самообявява за отделна единица на 21 декември 1990 г. от Сръбския национален съвет начело с Милан Бабич.
През август 1990 г. Хърватският събор заменя представителя си, Стипе Шувар, със Степан Месич в зората на „Революцията на дънера“. Месич заема поста си едва през октомври същата година, поради протести от страна на сърбите, а след това се присъединява към Васил Тупурковски от Македония, Янез Дърновшек от Словения и Богич Богичевич от Босна и Херцеговина, за да се противопостави на искането за обявяване на общо извънредно положение, което би позволило на Югославската народна армия да наложи военно положение.
След първите многопартийни избори, републиките Словения, Хърватия и Македония предлагат да превърнат Югославия в по-свободна федерация от шест републики през есента на 1990 г., но Милошевич отхвърля всичките подобни предложения, твърдейки, че както словенците и хърватите, сърбите също имат право на самоопределение. Сръбските политици са разтревожени от промяната на думите в конституцията на Хърватия, където статутът на сърбите в Хърватия е променен от изрично назован народ на народи и малцинства.

## Независимост на Словения и Хърватия
В хода на референдума в Словения, проведен на 23 декември 1990 г., огромното мнозинство от жителите гласуват за независимост: 88,5% от всички гласоподаватели гласуват за независимост, която е обявена на 25 юни 1991 г.
През януари 1991 г. Югославската служба за контраразузнаване показва видео на тайна среща, за която се предполага, че се е състояла по някое време през 1990 г. между хърватския министър на отбраната, Мартин Шпегел, и двама други мъже. Шпегел обявява по време на срещата, че Хърватия е във война с Югославската народна армия и дава инструкции за контрабанда на оръжия и методи за справяне с офицерите на армията, намиращи се в хърватски градове. Впоследствие армията поисква да повдигне обвинения срещу Шпегел за държавна измяна и незаконен внос на оръжия, главно от Унгария.
Откритието за хърватската контрабанда на оръжия, кризата в Книн, избирането на правителства, подкрепящи независимостта, в Босна и Херцеговина, Хърватия, Македония и Словения, както и словенските искания за независимост след референдума подсказват, че Югославия е изправена пред непосредствената заплаха от разпадане.
На 1 март 1991 г. избухват стълкновения в Паркац и Югославската народна армия пристига на място. На 9 март 1991 г. избухват протести в Белград и биват потушени с помощта на армията. На 12 март ръководството на армията се среща с Президиума в опит да ги убеди да обявяват извънредно положение, което би позволило на пан-югославската армия да поеме контрол над страната. Главата на югославската армия, Велко Кадиевич, обявява, че има заговор за разрушаване на държавата, казвайки:
| „ | Съставен е коварен план за унищожаване на Югославия. Първият етап е гражданска война. Вторият етап е чуждестранна намеса. След това в Югославия ще бъдат установени марионетни режими. | “ |

Това заявление на практика внушава, че новите правителства на републиките, защитаващи независимостта, се разглеждат от сърбите като инструменти на Запада. Хърватският делегат Степан Месич отговаря гневно на предположението, обвинявайки Йович и Кадиевич в опит за използване на армията за създаване на Велика Сърбия и обявява: „Това означава война!“. Йович и Кадиевич тогава извикват делегатите на всяка република да гласуват относно това дали да се обяви военно положение и ги предупреждават, че Югославия вероятно ще се разпадне, ако не се въведе военно положение.
По време на събранието е предложено въвеждането на военно положение, което да позволи военна намеса, която да сложи край на кризата в Хърватия като предоставя защита за сърбите там. Предложението е отхвърлено, когато босненският делегат Богич Богичевич гласува против него, вярвайки, че все още съществува дипломатичен подход, способен да разреши кризата.
Кризата на Президиума на Югославия достига безизходно положение, когато Риза Сапунджию от Косово изоставя фракцията си по време на второто гласуване на военното положение през март 1991 г. Йович за кратко се оттегля от президентството в знак на протест, но скоро се завръща. На 16 май 1991 г. парламентът на Сърбия заменя Сапунджию със Сейдо Байрамович, както и Ненад Бучин на Войводина с Югослав Костич. Това на практика вкарва Президиума в безизходица, тъй като сръбската фракция на Милошевич вече е подсигурена с 4 от 8 президентски федерални гласа и може да блокира всяко решение, което не е благоприятно за сърбите, на федерално ниво, което от своя страна предизвиква възраженията на другите републики и искания за реформи в Югославската федерация.
След като мандатът на Йович като глава на Президиума приключва, той блокира наследника си, Месич, от приемане на поста му и го дава на Бранко Костич, който е член на правителството на Черна гора, подкрепящо Милошевич.
На хърватският референдум за независимост, проведен на 2 май 1991 г., 93,24% гласуват в полза на независимостта. На 19 май 1991 г. се провежда вторият етап на референдума, засягащ структурата на Югославската федерация. Начинът, по който е поставен въпросът, не уточнява изрично дали гласоподавателят подкрепя отцепване или не. Референдумът пита дали той подкрепя Хърватия „да бъде способна да влиза в съюз на суверенни държави с други републики (в съответствие с предложението на републиките Хърватия и Словения за разрешаване на държавната криза в СФРЮ)“. 94,17% от гласоподавателите подкрепят предложението, докато хърватските сърби като цяло бойкотират референдума. В крайна сметка, независимостта на Хърватия е обявена на 25 юни 1991 г.

## Начало на Югославските войни

### Война в Словения
Словения и Хърватия обявяват независимост едновременно на 25 юни 1991 г. Сутринта на 26 юни части на 13-и корпус на Югославската народна армия напускат казармите си в Риека (Хърватия) и се придвижват към границата на Словения с Италия. Този ход веднага довежда до силна реакция от местните словенци, които организират спонтанни барикади и демонстрации срещу действията на ЮНА. До схватки не се стига, тъй като и двете страни поддържат политика да не започват първи боя.
По това време правителството на Словения вече е задействало плана си за поемане на контрол над международното летище Любляна и граничните пунктове на страна с Италия, Австрия и Унгария. Персоналът, обслужващ граничните пунктове, в повечето случаи вече е бил съставен словенци, така че словенското поемане на контрола най-често представлява просто смяна на униформи и знаци, без никакви бойни действия. Завземайки контрола над границите, словенците успяват да установят отбранителни позиции срещу очаквана атака на ЮНА. Това означава, че ЮНА трябва да произведе първия изстрел, което и става на 27 юни в 14:30 часа в Диваца от офицер на ЮНА.
Докато същевременно подкрепя съответните им права за национално самоопределение, Европейската общност натиска Словения и Хърватия да въведат три-месечен мораториум на независимостта си и постигат Брионската декларация на 7 юли 1991 г. (призната от представителите на всички републики). През тези три месеца Югославската армия завършва изтеглянето си от Словения. Преговорите за възстановяване на Югославската федерация с дипломата лорд Питър Карингтън и членове на Европейската общност приключват. Карингтън осъзнава, че Югославия е навлязла в етап на разпадане и решава, че всяка република трябва да приеме неизбежната независимост на другите, обещавайки на Милошевич, че Европейският съюз ще направи всичко възможно да защити сърбите извън границите на Сърбия.
Мненията на лорд Карингтън стават спорни малко след като обединена Германия признава Словения и Хърватия по Коледа през 1991 г. С изключение на тайните преговори между външните министри Геншер (Германия) и Мок (Австрия), едностранното признаване идва като нежелана изненада за повечето правителства на Европейския съюз и САЩ, с които не се е състояла предварителна консултация. Международните организации, като например ООН, също са затруднени. Докато в Югославия вече цари пълен безпорядък, германското признаване на отцепилите се републики и австрийската частична мобилизация на границата вероятно силно влошава нещата за разпадащата се многонационална държава. Американският президент Джордж Х. У. Буш е единственият представител от големите сили, който изразява възражение.
Милошевич отказва да се съгласи с плана, твърдейки, че Европейската общност няма право да разпуска Югославия и че планът не е в интерес на сърбите, тъй като ще раздели сръбския народ на четири републики (Сърбия, Черна гора, Босна и Херцеговина и Хърватия). Карингтън отговаря като обявява гласуване по въпроса, в което всички останали републики гласуват за плана, който ще разформирова Югославия. Въпреки това, Сърбия оказва натиск на Черна гора и тя променя гласа си, обявявайки се против разпадането на Югославия.

### Война в Хърватия
След Плитвицкия кървав Великден в края на март и началото на април 1991 г. избухва Хърватската война за независимост между правителството на Хърватия и бунтуващите се етнически сърби в Сръбска автономна област Крайна, която по това време вече силно се подкрепя от Югославската народна армия, управлявана от сърбите. На 1 април 1991 г. САО Крайна обявява, че ще се отцепи от Хърватия. Веднага след обявяването на независимост от Хърватия хърватските сърби образуват и САО Западна Славония и САО Източна Славония, бараня и Западен Срем. Трите области след това се обединяват в Република Сръбска Крайна на 19 декември 1991 г.
Другите единици с преобладаващо сръбско население в Източна Хърватия обявяват, че също ще се присъединят към САО Крайна. По това време Загреб вече е спряло да плаща данъци на Белград, а хърватските сърби от своя страна спират да плащат данъци на Загреб. На някои места югославската армия играе ролята на буфер, докато на други места помага на сърбите в конфронтацията им срещу новосформираните хърватска армия и полиция.
Влиянието на ксенофобията и етническата омраза в хода на разпадането на Югославия става явно по време на войната в Хърватия. Пропагандата и от двете страни разпространява страхове, твърдейки, че другата страна ще прибегне до потискане срещу тях, и преувеличавайки броя на загиналите, за да увеличава подкрепата на населението. В първите месеци на войната югославската армия и военноморски сили съвсем преднамерено обстрелва с артилерия цивилни райони в Сплит и Дубровник, както и околни хърватски села. Югославските медии твърдят, че тези действия са предприети, поради това, което определят като фашистки сили на Усташи и международни терористи в градовете.
Разследване на ООН открива, че такива сили не е имало в Дубровник по това време. Хърватското военно присъствие се увеличава след това. Черногорският министър-председател Мило Джуканович, който по това време е съюзник на Милошевич, пристъпва към черногорски национализъм, обещавайки, че завладяването на Дубровник ще позволи разширяването на Черна гора до града, който той твърди, че е част от Черна гора и осъжда текущите граници на Черна гора като „начертани от старите и слабо образовани болшевишки картографи“. В същото време сръбското правителство противоречи на черногорския си съюзник, когато сръбският министър-председател Драгутин Зеленович заявява, че Дубровник исторически е сръбски, а не черногорски. Меджународните медии отразяват внимателно бомбардирането на Дубровник и твърдят, че това е доказателство, че Милошевич се стреми към създаването на Велика Сърбия, докато Югославия се срива, вероятно с помощта на подчиненото черногорско ръководство на Булатович и сръбските националисти.
Във Вуковар, етническото напрежение между хървати и сърби прераства в насилие, когато югославската армия пристига в града. Армията и сръбските паравоенни опустошават града с улични боеве и унищожаване на хърватска собственост. Сръбските паравоенни извършват зверства срещу хървати, убивайки над 200 души и принуждавайки други да избягат от града в хода на Вуковарското клане.

## Независимост на Република Северна Македония и Босна и Херцеговина

### Босна и Херцеговина
Тъй като демографската структура на Босна се състои от смесено население от бошняци и малцинства от сърби и хървати, собствеността върху големи райони от Босна става обект на спорт. От 1991 до 1992 г. ситуацията в мултиетническа Босна и Херцеговина става все по-напрегната. Парламентът на страната е разпокъсан на етническа основа на преобладаваща бошняшка фракция и по-малки сръбска и хърватска фракции. През 1991 г. Радован Караджич, който ръководи най-голямата сръбска фракция в парламента, Сръбската демократическа партия, дава силно и пряко предупреждение на босненския парламент, ако реши да се отцепи, заявявайки:
| „ | Това, което правите, не е добре. Това е пътят, по който искате да насочите Босна и Херцеговина, същата магистрала на ад и смърт, по която продължиха Словения и Хърватия. Не си мислете, че няма да пратите Босна и Херцеговина в ада, а мюсюлманите може би ще изчезнат. Защото мюсюлманите не могат да се защитават, ако тук има война. | “ |

Междувременно, започват преговори между Милошевич и Туджман за поделяне на Босна и Херцеговина на територии, администрирани съответно от Сърбия и Хърватия, така че да се опитат да предотвратят вероятна война между босненски хървати и сърби. Босненските сърби провеждат референдум през ноември 1991 г., на който преобладаващите гласове са в подкрепа на оставането в обща държава със Сърбия и Черна гора.
Държавните медии в Сърбия твърдят, че Босна и Херцеговина може да бъде включена в нов доброволен съюз в рамките на нова Югославия, който ще има демократично правителство, но това не е възприето сериозно от правителството на Босна и Херцеговина.
На 9 януари 1992 г. събранието на босненските сърби обявява отделна република на сърбите в Босна и Херцеговина (Република Сръбска) и продължава с образуването на сръбските автономни области сред страната. Сръбският референдум относно оставането в Югославия и създаването на автономни области са обявени за противоконституционни от правителството на Босна и Херцеговина.
Референдум за независимост, спонсориран от босненското правителство, се провежда на 29 февруари и 1 март 1992 г. Референдумът е обявен за нарушаващ босненската федерална конституция от федералния конституционен съд и новооснованото сръбско правителство и като цяло се бойкотира от босненските сърби. Според официалните резултати, активността на гласуването е 63,4% от населението, като от тях 99,7% са гласували за независимост. Не е ясно какво всъщност означава изискването за мнозинство от две трети и дали е било изпълнено.

Босна и Херцеговина обявява независимост на 3 март 1992 г. и получава международно признание на 6 април 1992 г. На същия ден сърбите отговарят като обявяват независимостта на Република Сръбска и започват обсада на Сараево, която бележи началото на войната в Босна и Херцеговина. Впоследствие, Република Босна и Херцеговина е приета за членка на ООН на 22 май 1992 г.

### Република Северна Македония
Референдумът за независимост на Република Македония се провежда на 8 септември 1991 г. На него около 96% от гласувалите гласуват за независимост, какво е обявена на 25 септември 1991 г.
Петстотин американски войници са стационирани под флага на ООН, за да наблюдават северната граница на Република Македония със Сърбия. Все пак, властите в Белград нито се намесват, нито се опитват да спрат напускането на Република Македония, нито протестират срещу пристигането на войски на ООН, показвайки, че веднъж щом Белград състави новата си държава (Съюзна република Югославия през април 1992 г.), тя ще признае Република Македония и ще развива дипломатически отношения с нея. По този начин, Република Македония става единствената бивша република, получила суверенитет без съпротива от югославските власти и армия.
Освен това, първият президент на Република Македония, Киро Глигоров, поддържа добри отношения с Белград и с другите бивши югославски републики. Между македонските и сръбските гранични полицаи не възникват проблеми, макар малки участъци от Косово и долината на Прешево да представляват най-северните граници на историческата област Македония, което би могло да създаде граничен спор.
Военният конфликт в Република Македония, последният конфликт между албански националисти и правителството на Република Македония, затихва след 2001 г.

## Международно признаване на разпадането
През ноември 1991 г. Арбитражната комисия на Мирната конференция в Югославия, ръководена от Робер Бадентер, заключва по молба на лорд Карингтън, че СФР Югославия е в процес на разпадане, че сръбското население в Хърватия и Босна няма право на самоопределение под формата на нови държави и че границите между републиките ще се признават като международни граници. В резултат на конфликта, Съветът за сигурност на ООН единодушно приема резолюция 721 на 27 ноември 1991 г., която проправя пътя към основаването на мироопазващи действия в Югославия.
През януари 1992 г. Хърватия и Югославия подписват примирие под надзора на ООН, докато преговорите продължават между ръководствата на сърбите и хърватите относно подялбата на Босна и Херцеговина.
На 15 януари 1992 г. независимостта на Хърватия и Словения е призната по цял свят. На 22 май Хърватия, Словения и Босна и Херцеговина са приети за държави членки на ООН. Република Македония е приета за такава на 8 април 1993 г.
През 1999 г. Оскар Лафонтен от Германската социалдемократическа партия изнася реч, в която критикува ролята на Германия в разпадането на Югославия с ранното ѝ признаване на независимостта на републиките. Според някои експерти, разпадането на федерацията нарушава принципите на системата след Студената война, заложени в Организацията за сигурност и сътрудничество в Европа и Парижката харта от 1990 г. И двете предвиждат, че вътрешнодържавните страници в Европа не бива да се променят.
През март 1992 г. политикът и бъдещ президент на Босна и Херцеговина Алия Изетбегович обявява план за съставяне на конфедеративна система от три кантона. Правителството на САЩ, обаче, го притиска да приеме унитарна суверенна система. Това прави вероятността за жестока гражданска война по-голяма, в която и босненските хървати, и босненските сърби ще събират подкрепа от съответните държави.

## Последици в Сърбия и Черна гора
Независимостта на Босна и Херцеговина се оказва последният удар по панюгославската Социалистическа федеративна република Югославия. На 28 април 1992 г. е образувана остатъчната Съюзна република Югославия, която е съставена само от бившите социалистически републики Сърбия и Черна гора. Държавата се управлява от Слободан Милошевич и политическите му съюзници. Тя претендира, че е наследник на бившата държава, но международната общност отказва да я признае като такава. Позицията на международната общност е, че Югославия се е разпаднала на отделни държави. Съюзната република Югославия е възпряна от резолюция на ООН от 22 септември 1992 г. да продължи да заема мястото в ООН като континуитет на СФРЮ. Този въпрос е важен за претенциите към международните активи на СФРЮ, включително посолствата в много страни. Съюзната република Югославия не се отказа от претенциите си за приемственост на СФРЮ до 1996 г.
Войната в западните части на бивша Югославия приключва през 1995 г. с мирни преговори в Дейтън, Охайо, които довеждат до Дейтънското мирно споразумение. Петте години на разпадане и война довеждат до бойкот и ембарго, което довежда до колапс на икономиката. Войната в Косово започва през 1996 г. и завършва с бомбардировки на Югославия от НАТО. Слободан Милошевич е свален от власт през 2000 г.
СР Югославия е преименувана на 4 февруари 2003 г. и приема името Сърбия и Черна гора. Държавният съюз между двете държави по същество е нестабилен и накрая е прекратен през 2006 г., когато след референдум на 21 май черногорската независимост е подкрепена от 55,5% от гласувалите. Независимостта е официално обявена на 3 юни 2006 г. Сърбия наследява мястото на съюза в ООН.
Косово се админситрира от ООН след Косовската война. Обаче, на 17 февруари 2008 г. Косово обявява независимост от Сърбия, приемайки името Република Косово. Голяма част от Европейския съюз (включително и България) и САЩ я признават, според правото на самоопределение (вж. Международна реакция на декларацията за независимост на Косово). От друга страна, някои държави като Русия, Китай и Испания не признават независимостта на Косово. Към юли 2015 г. Косово е призната от 56% от държавите членки на ООН.